# Loki (gra komputerowa)
Loki (także Loki: Heroes of Mythology) – gra komputerowa typu hack and slash wydana 4 czerwca 2007 roku przez Cyanide Studio na system Microsoft Windows. Jej fabuła łączy mitologie aztecką, egipską, grecką i skandynawską. W Polsce dystrybutorem gry został Techland.
Celem gracza jest pokonanie Seta, egipskiego boga chaosu i pustyni, który został wskrzeszony i planuje wywołać mityczny Ragnarök.